# Alopoglossus gansorum
Alopoglossus gansorum — вид ящірок родини Alopoglossidae. Ендемік Бразилії. Описаний у 2021 році.

## Поширення і екологія
Alopoglossus gansorum мешкають в Бразильській Амазонії, в штаті Амазонас. Вони живуть у вологих тропічних лісах.